# Patti
Pour les articles homonymes, voir Patti (homonymie).
Patti est une commune italienne d'environ 13 200 habitants, située dans la province de Messine, sur la côte nord-orientale de la Sicile en Italie.

## Géographie
Par sa situation géographique, son histoire et son potentiel économique et touristique, Patti est l'un des centres majeurs de la côte tyrrhénienne de la province de Messine. La ville est depuis le Moyen Âge le siège d'un diocèse suffrageant catholique, l'un des plus anciens de Sicile, qui comprend 45 communes et dont le titulaire, depuis 1989, est Mgr Ignazio Zambito.
La ville de Patti fait partie du Consorzio Intercomunale Tindari-Nebrodi.

## Toponymie
La dénomination de la commune dérive du terme grec Ἐπακτήν (qui signifie près de l'eau, ou encore sur la rive), qui était son nom lorsque la Sicile faisait partie de la Grande-Grèce. À la lumière de récentes fouilles et des études qui en ont résulté, on peut faire remonter l'origine de Patti au VIIIe siècle av. J.-C.

## Histoire
« Tindari e Patti città nobilissima e magnanima
titoli concessi alla città dal re Alfonso d'Aragona
Tyndarium et Pactarum urbs nobilissima et magnanima »
Les premières références historiques qui témoignent de l'existence de la ville remontent à 1094, à l'époque du comte Roger Ier de Sicile. Il a fondé le monastère bénédictin de SS. Salvatore. Il est probable, cependant, étant donné la présence de plusieurs nécropoles et villas, de l'époque romaine, que les origines du centre soient plus anciennes. De nombreux chercheurs s'accordent pour dire que Patti a été fondée et peuplée par les habitants de Tyndaris. Ils auraient abandonné leur ville à la suite de glissements de terrain et autres catastrophes. La récente découverte de nécropoles dans des grottes et leur datation conduit à penser que la première colonie s'est créée autour du VIIIe siècle et du Xe siècle dans cette localité. Plus tard, peut-être en raison de la croissance de la population ou le manque d'eau, les habitants se sont progressivement déplacés sur les collines en face pour former le Ἐπακτήν entre les torrents Provvidenza et Acquafico (district actuel de Pollen, de Policne). La présence d'une autre cité d'origine hellénique a été découverte sur les montagnes Russo et Perrera. Il est permis d'imaginer l'existence plus probable d'une installation de gardiennage de ce qui était alors la voie navigable du port romain de Timetus.
Adélaïde de Montferrat, femme de Roger Ier et régente de Sicile est enterrée en 1118 dans l'église du Sauveur.

Jean Chrysostome Sciacca, Patti et l'administration de la ville au Moyen Âge ', 1907.

En 1131 a été érigé le diocèse de Patti et Lipari. En 1399, les deux entités se séparent, donnant lieu à deux diocèses différents. Le centre de Patti s'est développé et a de plus en plus assumé une plus grande importance économique et administrative dans l'ensemble du territoire des Nébrodes. Preuve en est l'inhumation de Frédéric II, mort dans les Pouilles, dans la cathédrale de Patti avant d'être enterré à Palerme.
Le noble Antonino Natoli, baron de Messine et de la famille du roi Charles Ier d'Anjou, mari de Francesca, fille de Jérôme d'Amato, dont les enfants étaient Simon et Gerardo Natoli était le propriétaire du château de Patti dès 1300-1350.
Dans la première moitié du XIVe siècle est fondé le couvent de Saint-François (selon la tradition, Antoine de Padoue a posé la première pierre). C'était l'une des 42 villes siciliennes dépendant directement de la couronne et non pas par des seigneurs locaux. Les jurés ont entretenu de bonnes relations entre les citoyens et le roi. Cela a conduit à l'obtention de nombreux privilèges fiscaux et administratifs.
En décembre 1355, Louis d'Aragon, roi de Sicile est nommé, sous Vinciguerra d'Aragon, capitaine de guerre, assisté par William Rosso et Corrado Spadafora. Le poste est occupé après la mort du souverain, jusqu'au mois de décembre 1356.
En 1359, sous Frédéric IV d'Aragon, les possessions du château de Patti (Adelasia château) et le Sanctuaire de Tindari (château de Tindaro) de Tyndaris sont affectées à Vinciguerra d'Aragon.
Antonino Natoli, préfet de la ville de Patti, était le fils du Magnificent Gio Matteo Patti, ou John Matthew Natoli (Ioannem Matteum de Natoli), fils de Antonino,. Il était noble de Messine et a obtenu la chaîne militaire avec le titre de Chevalier de Charles V. Il a ensuite été nommé chevalier du Saint-Empire romain germanique,,,. À ses propres frais, le 4 mai 1523 deux galères sont armées pour faire face sur la mer Adriatique, aux ennemis qui ont attaqué le Vatican. Il a été ambassadeur à Venise et a participé à toutes les batailles de son siècle, de Tunis à Schooner pour mourir à S.Angelo.
Antonino Natoli, appelé "le Pattese", est né en 1539 à Messine d'une famille de la haute noblesse, il a vécu longtemps à Patti. Il est entré dans le Troisième ordre réformé de Saint-François. Promettant la pauvreté, il a changé son nom en Anthony Piraino mais il est mieux connu sous le nom d "Antonino Patti". Il a publié "Viridarium concionatorum", et d'autres ouvrages importants, y compris "La via sicura al cielo", « le meilleur moyen d'accéder au ciel ». Il était « visiteur apostolique » en 1596 pour l'élection directe du pape Jules III, fut déclaré saint vénérable. Il fut l'auteur de plusieurs miracles sur les malades et fut enterré à Rome en odeur de sainteté,.
En 1544, Patti a été attaqué et pillé par le pirate algérien Ariadeno Barbarossa. Les habitants, ont réussi à fuir dans la campagne environnante, mais, à leur retour, ils ont trouvé une ville en flammes et pillée. Reconstruite avec des murs plus puissants, la ville est parvenue à se repeupler et à croître rapidement, en partie en raison de la construction du séminaire, voulu par le Concile de Trente qui représentait le seul centre d'éducation pour la partie ouest de Val Demone (maintenant province de Messine) jusqu'à la fin du XIXe siècle.
Patti est devenue la capitale du district pour toute la zone du Nebrodi pendant le royaume des Deux-Siciles. Avec la naissance de royaume d'Italie, la ville a prospéré et ont été mis en place la Cour, la prison, la compagnie de la police, l'école royale de grammaire, et d'autres écoles et bureaux gouvernementaux. Ont également été construits un théâtre, un nouvel hôpital et le parc de la ville Umberto I.
L'économie, très prospère jusqu'à la Seconde Guerre mondiale, a été basée sur l'agriculture, le commerce, la pêche, et en particulier sur l'industrie de la céramique, exportée par mer dans le monde occidental.

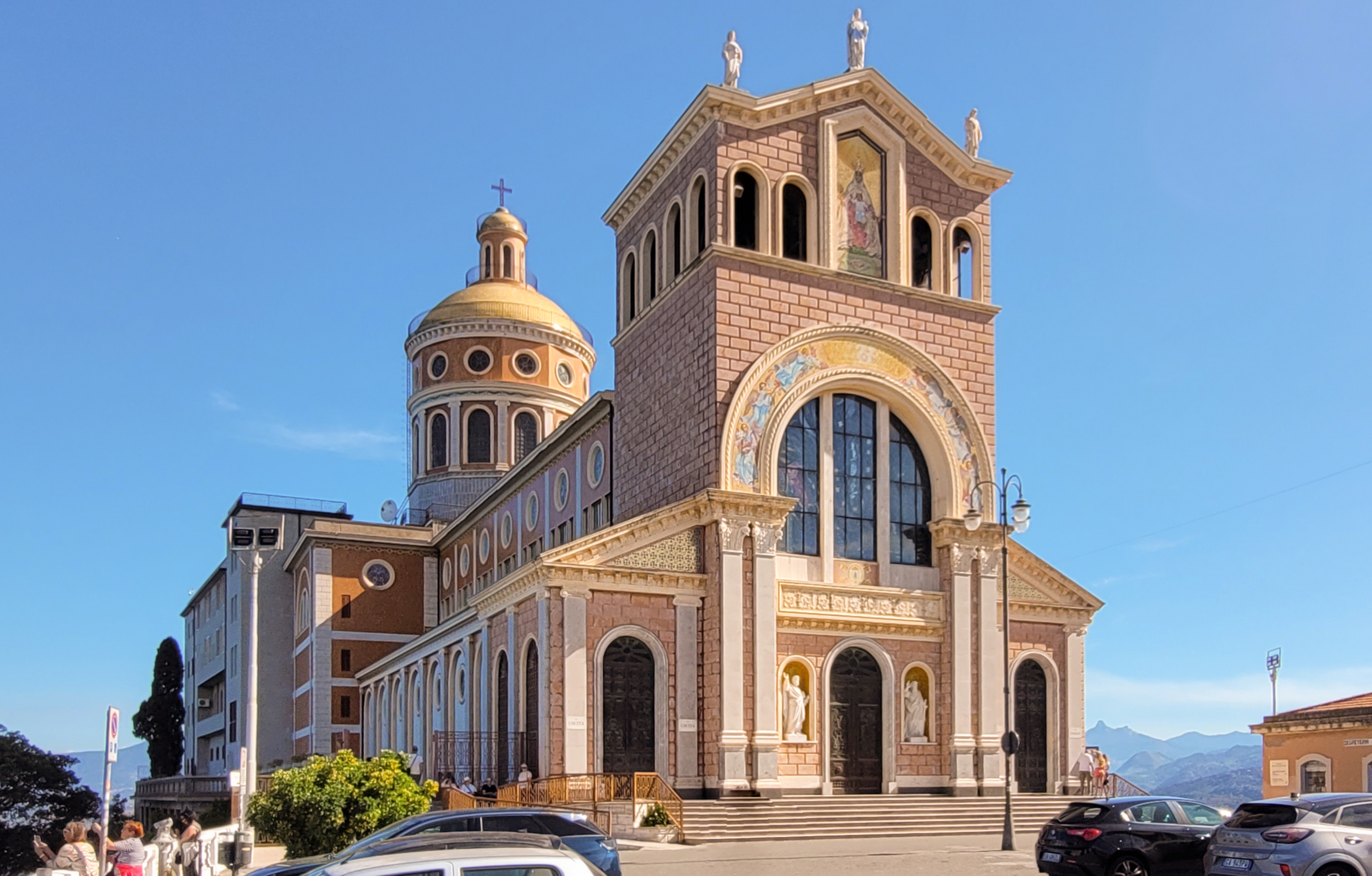
Sanctuaire de Tindari

La ville est restée ancrée, jusqu'à la fin du XIXe siècle, sur la colline entourée de murs anciens. Alors, seulement, a commencé une première et timide expansion urbaine, l'actuelle Piazza Marconi, après l'ouverture de la Via XX septembre, et Piazza Mario Sciacca, où ont été construits un nouveau cinéma / théâtre et cour. Mais après la Seconde Guerre mondiale, un développement de la construction et la création du district de S. Antonino avec les nouveaux quartiers, les jardins de la rivière Montagnareale (Corso Matteotti, via Orti) voisine, conduisent à la fin des années soixante-dix à la fusion entre la partie haute et historique de Patti et la Marina.
Dans la dernière décennie, de nombreux complexes résidentiels apparaissent en amont vers le chemin de fer de Messine et conduisent à l'union du centre et de la gare avec le village de Case Nuove Russo (stade couvert). Dans la même zone, se construit alors un grand centre commercial.

## Économie

### Productions de la gastronomie typique locale
La cuisine de Patti présente les caractéristiques et les plats typiques de la cuisine sicilienne mais propose des spécialités uniques, surtout en pâtisserie. Ces spécialités culinaires pattesi sont des plats de fruits de mer, de poisson bleu comme les anchois ou la fauvette marinés. D'autres produits à déguster sont la "granita" typique (citron, fraise et crème, café, noisette, amande, mûrier noir, etc.). À déguster avec des "brioscià"  pour le petit déjeuner ; tournebroche (en particulier l'« arancini » à la sauce tomate; pignolata ; le piscistoccu à glouton (ie pescestocco à Messine). À Tindari, outre le Calia typique, à base de pois chiches, de lisettes.

#### Pasticciotti à la viande et cardinaux
Les spécialités sucrées de la cuisine de Patti sont les pasticciotti à la viande et les cardinaux. Les origines de ces recettes se situent dans la tradition de la confiserie de l'ancien monastère de Santa Chiara, maintenant mieux connu comme le monastère de la Sainte Famille, fondé à Patti en 1407 par Mgr Filippo Ferrerio. Dans les cuisines du monastère ont été préparés ces bonbons dont les recettes ont ensuite été transmises par les apprentis qui ont assisté aux travaux des dernières générations de confiseurs pattesi (les familles Galante et Aiello).
Les pasticciotti à la viande sont doux, avec un remplissage particulier contenant de la viande de veau, des amandes grillées, des épices et des herbes. Extérieurement, ils ont une forme ronde, et sont recouverts de sucre glace avec au sommet une décoration faite avec du sucre cristallisé rouge. Il y a très peu de préparations de confiserie en Sicile qui comprennent la viande de veau comme ingrédient. Le savant mélange d'amandes et d'épices rend le goût de la farce très spécial. Les cardinaux sont des bonbons à base d'amandes recouverts de glaçage blanc et rouge, des décorations de sucre cristallisé (selon les trois traditionnelles rayures faites transversalement sur le dessus). Ces bonbons sont toujours fabriqués selon la recette ancienne (ou une variante) et vendus dans les boulangeries. Les autres gâteaux et biscuits sont : friciulette (ou nuages), le cudduredde, le zuccarate et les os du Mort (ou scardellini), ce dernier est typique de la période de la fête de tous les saints et le 2 novembre.

#### Vin Mamertino DOC
Patti, ainsi que quelques autres villes de la Messine Tyrrhénienne, est la zone du Mamertino, un vin DOC institué par décret du 03/09/2004, production publiée dans le Journal officiel du 11/09/04 n°214. Sur le territoire de Patti il est produit dans les deux types : rouge, de Nero d'Avola, Nocera (et d'autres raisins rouges) et raisins blancs Inzolia et Grillo. Mamertino, avec Faro et Malvasia de Lipari. La production de vin de la province de Messine est d'excellence reconnue. Le Mamertino est connu depuis l'époque romaine et sa diffusion dans les domaines de Patti et Milazzo remonte à IIIe siècle av. J.-C. quand Mamertins a commencé à produire. C'est un vin chaud, généreux et confortable. Il a été offert par « Jules César » au banquet organisé pour célébrer son troisième consulat. Il a également été mentionné dans « De Bello Gallico ». Le géographe Strabon a classé le Mamertino parmi les meilleurs vins de l'époque et Pline l'a placé à la quatrième place au classement parmi les 195 vins. Même Martial a écrit "... dates à mamertino le nom que vous voulez, peut-être l'un des vins les plus célèbres.

#### Huile d'olive Valdemone PDO
Le territoire de Patti, en raison de sa position et de son doux climat favorable, a toujours été adaptée à la culture des oliviers et à la production d'huile d'olive vierge extra.

## Monuments et patrimoine

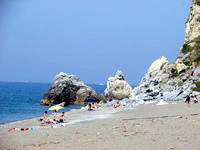
Grotte de Mongiove.
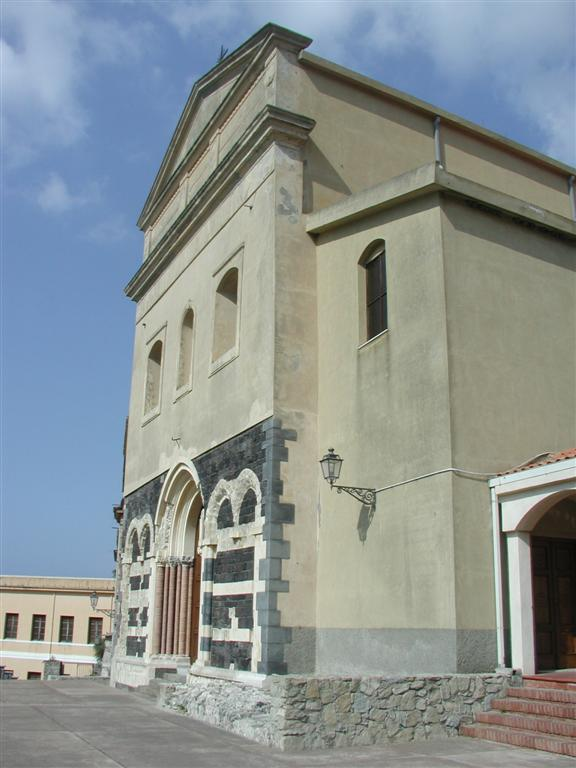
Cathédrale.
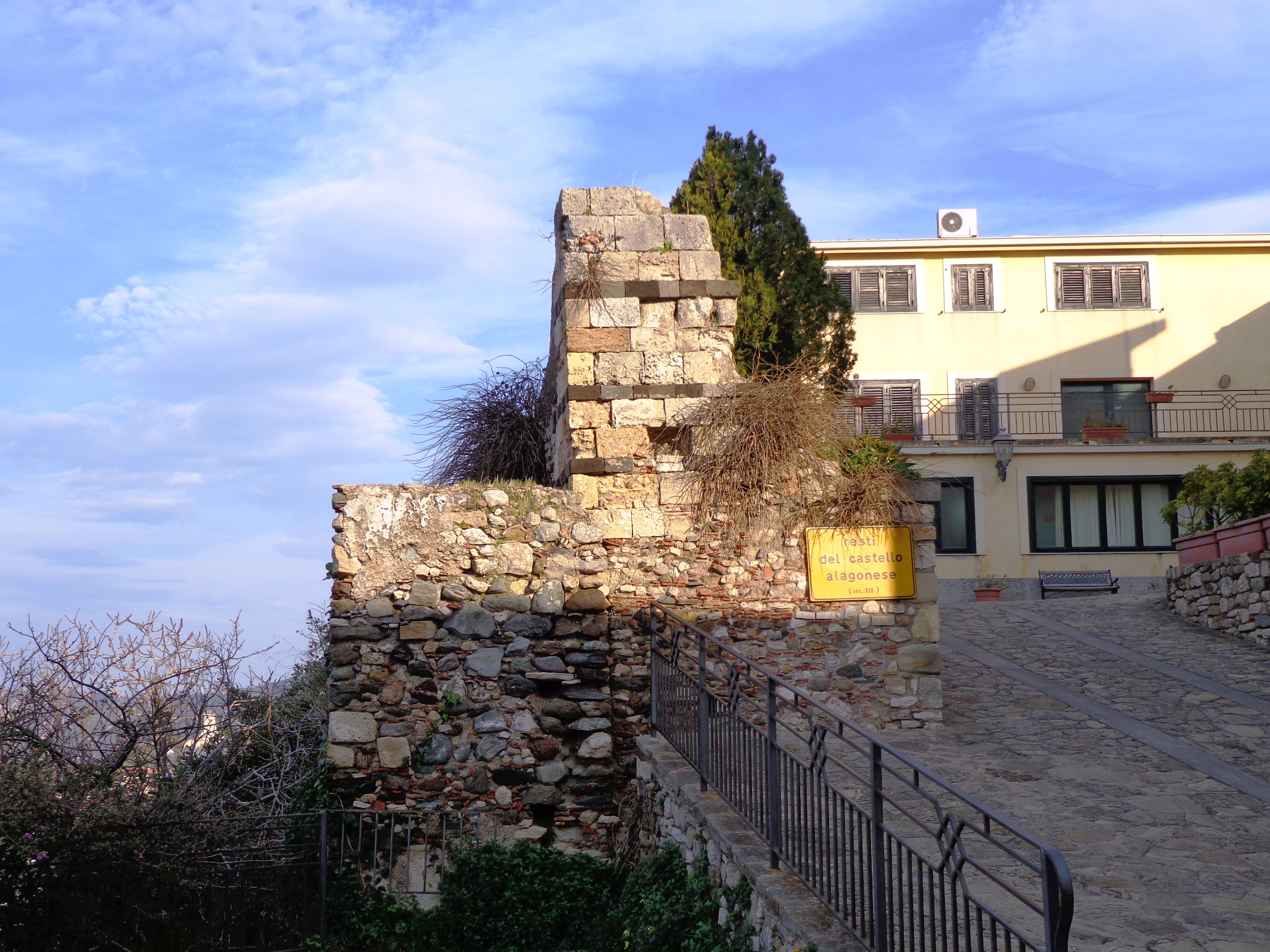
Fortifications.
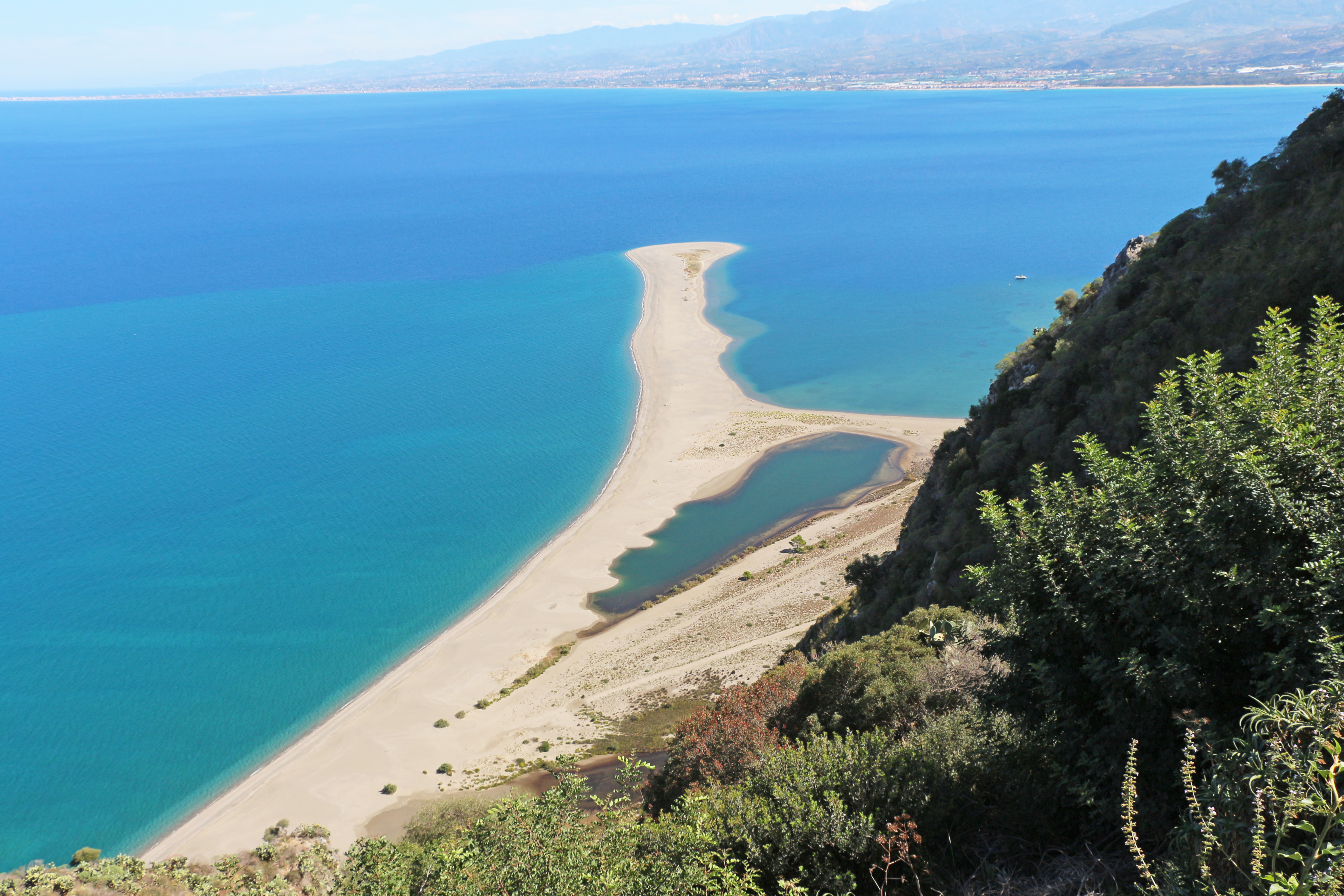
Lagune de Tindari.
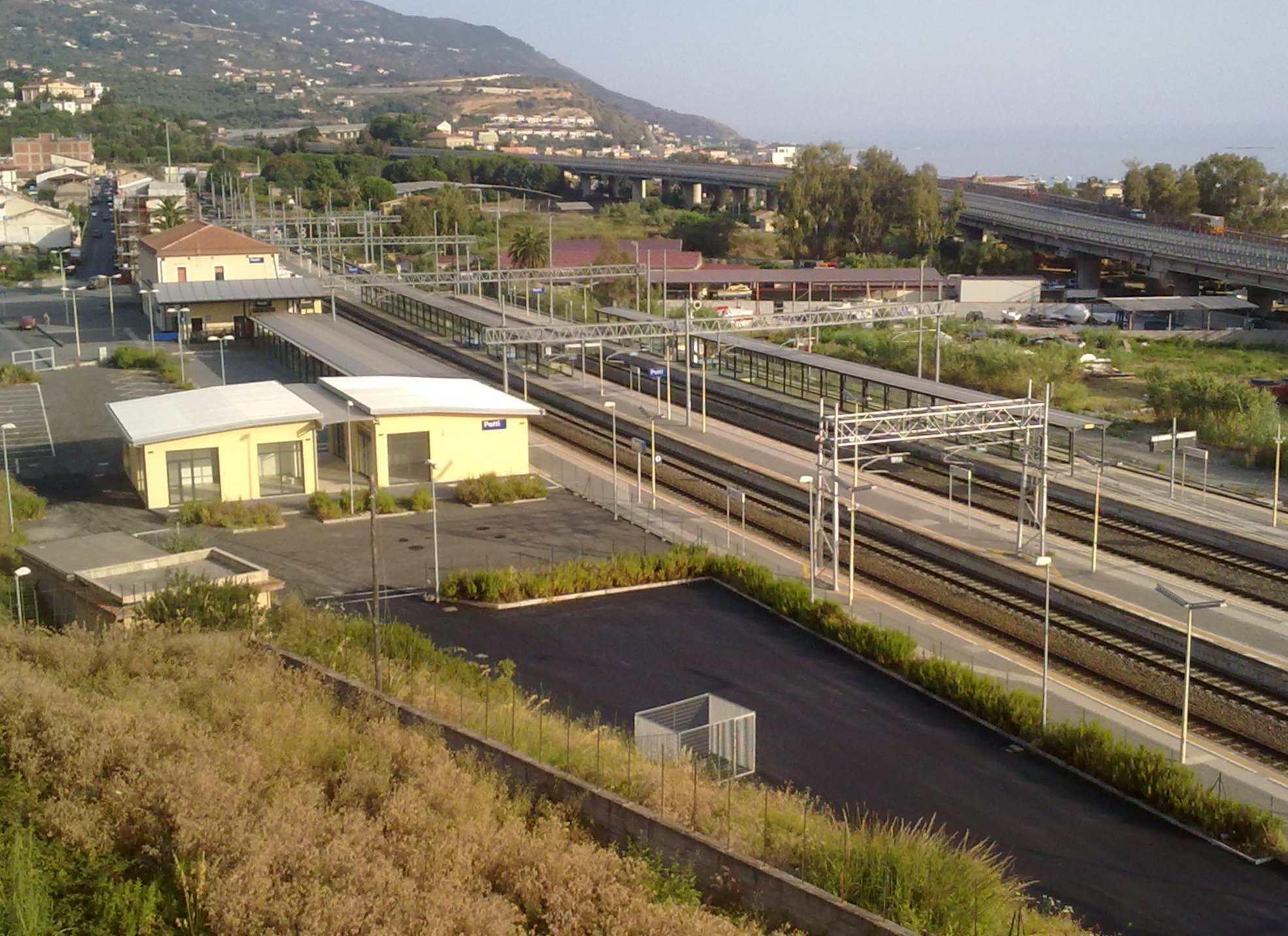
Gare.

## Administration
| Période                                  | Période  | Identité                   | Étiquette       | Qualité |
| ---------------------------------------- | -------- | -------------------------- | --------------- | ------- |
| 8 juin 1993                              |          | Salvatore Olivo            |                 |         |
| février 2000                             |          | Commissaire extraordinaire |                 |         |
| 11 décembre 2000                         |          | Giuseppe Venuto            | Centro-Sinistra |         |
| 14 juin 2011                             | En cours | Giuseppe Mauro Aquino      |                 |         |
| Les données manquantes sont à compléter. |          |                            |                 |         |

### Hameaux
Tindari, Marinello, Mongiove, Marina di Patti, Sorrentini, Camera, Case Nuove Malluzzo, Case Nuove Russo, Gallo, Madoro, Moreri, San Cosimo, Scala di Patti, Scarpiglia

### Communes limitrophes
Gioiosa Marea, Librizzi, Montagnareale, Montalbano Elicona, Oliveri, San Piero Patti

## Personnalités liées à la commune
- Gioacchino Natoli, magistrat , membre du CSM ;
- Gaetano Silvestri, juriste, president de la Corte costituzionale ;
- Carlotta Natoli, actrice ;
- Luigi Natoli, archevêque de Messine ;
- San Antonino Natoli da Patti, saint franciscain médiéval, à l'origine de divers miracles ;
- Lisi Natoli, dramaturge ;
- Salvatore Natoli de Patti, suivant le privilège obtenu le 10 mai 1583 et appliqué le 10 mars 1584, a obtenu le titre de Regio Cavaliere[17] ;
- Salvatore Natoli, philosophe ;
- Adelasia del Vasto, comtesse de Sicile et reine de Jérusalem ;
- Mike Bongiorno, présentateur de télévision, dans une émission de télévision diffusée sur Rai Uno en 2007, a révélé être originaire de Patti.
- Antonio Calabrò, journaliste et essayiste ;
- Angelo Ficarra, évêque de Patti ;
- Nicolò Gatto, évêque de Patti ;
- Umberto Benedetto, régisseur de radio et théâtre ;
- Gilda Buttà, pianiste international de renom ;
- Antonio "Tony" Cairoli, pilote, plusieurs fois champion du monde de motocross ;
- Paolo Gazzara, régisseur de théâtre et télévision ;
- Beniamino Joppolo, dramaturge ;
- Michelangelo Rampulla, ex-footballeur, gardien de Cremonese et de la Juventus ;
- Filippo Zuccarello,capitaine de l'armée italienne pendant la Première Guerre mondiale, médaillé militaire ;
- Michele Sindona, financier et banquier.